# Confédération panaméricaine de cyclisme
La Confédération panaméricaine de cyclisme (en espagnol : Confederación Panamericana de Ciclismo) est l'une des cinq confédérations continentales membres de l'Union cycliste internationale. Fondée en 1922 à Montevideo, elle regroupe les fédérations nationales de 42 pays. Son siège est situé à La Havane, à Cuba. Elle organise les championnats d'Amérique des différentes disciplines cyclistes.